# Evensk
Evensk (en russe : Эве́нск) est une commune urbaine russe du raïon du Nord-Evensk de l'oblast de Magadan, dans la région extrême-orientale de la Kolyma. Sa population s'élevait à 1 267 habitants en 2023.

## Géographie
La commune de Evensk se situe dans l'oblast de Magadan, un oblast de la Sibérie du nord-est, en Russie extrême-orientale. La localité fait partie de la région de la Kolyma, et du district fédéral d'Extrême-Orient.  La localité se trouve dans le raïon du Nord-Evensk, une subdivision de l'oblast.  
Evensk, comme tout l'oblast de Magadan, se trouve dans le fuseau horaire MSK+8 (heure de Magadan). Le décalage horaire appliqué par rapport au temps universel coordonné est +10:00.

## Démographie
Recensements (*) et estimations de la population,,,,,
:
| 1959* | 1970* | 1979* | 1989* |
| ----- | ----- | ----- | ----- |
| 1 370 | 2 456 | 3 905 | 4 862 |

| 2002 * | 2010* | 2021* | 2023  |
| ------ | ----- | ----- | ----- |
| 2 182  | 1 793 | 1 300 | 1 267 |

## Transports
La commune est desservie par l'aérodrome de Severo-Evensk.